# ساهانامبوهیترا
ساهانامبوهیترا (به لاتین: Sahanambohitra) یک منطقهٔ مسکونی در ماداگاسکار است که در Manakara واقع شده‌است. ساهانامبوهیترا ۵٬۰۰۰ نفر جمعیت دارد و ۱۳۴ متر بالاتر از سطح دریا واقع شده‌است.